# El pirulino
«Pirulino» es una canción de 1961 compuesta por el colombiano Calixto Ochoa e interpretada por Los Golden Boys en su álbum De Oro de 1965. Alcanzó la popularidad en América Latina al aparecer en la novela de 2001 Pedro el escamoso, cuyo personaje principal, interpretado por el actor Miguel Varoni, realizaba un particular baile al ritmo de la música.